# Агдамски рејон
Агдамски рејон (азер. Ağdam rayonu, јерм. Աղդաշի շրջան), једна је од 78 административно-територијалних јединица Азербејџана, који се скоро у целости налазио под контролом самопроглашене државе Нагорно-Карабах. Округ је враћен под контролу Азербејџана након Другог рата за Нагорно-Карабах. Административни центар рејона се налази у граду Агдам. 
Агдамски рејон обухвата површину од 1.150 km² и има 180.600 становника (подаци из 2011). 
Административно, рејон се даље дели у 14 сеоских општина.